# Маркос-Пас
Маркос-Пас (ісп. Marcos Paz) — місто в Аргентині, частина Великого Буенос-Айреса, розташовано за 48 кілометрів від Буенос-Айреса. Адміністративний центр округу Маркос-Пас.
Офіційним роком заснування міста вважається 1878, проте фактично місто було засновано 1870 навколо залізничної станції Estación Coronel Doctor Marcos Paz. Кількість населення за даними перепису 2001 року становить 39 529 чоловік.

## Видатні жителі
Хуан Карлос Онганіа (1914—1995) військовик, президент Аргентини (1966–1970).